# Kultura Clovis

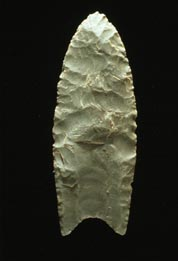
Kamienny grot strzały kultury Clovis

Mapa Ameryk pokazująca miejsca znalezisk archeologicznych poprzedzających kulturę Clovis

Kultura Clovis (znana też jako kultura Llano) – prehistoryczna kultura wczesnych mieszkańców Ameryki Północnej. Pojawiła się ok. 13 tys. lat temu na północy Ameryki Północnej. Nazwa kultury pochodzi od miejscowości Clovis w stanie Nowy Meksyk.
Ludność kultury Clovis określana jest jako Paleoindianie. Uznawani byli za pierwszych ludzkich mieszkańców Nowego Świata, przodków wszystkich późniejszych kultur archeologicznych obu Ameryk, co jednak straciło aktualność wobec odnalezienia starszych stanowisk, np. Monte Verde.
Kultura Clovis wykształciła charakterystyczne formy narzędzi. Tzw. groty typu Clovis nie mają odpowiedników w kulturach azjatyckich, są za to podobne do wytworów kultury solutrejskiej. Ostrza typu Clovis to smukłe, starannie retuszowane po obu stronach ostrza liściowate. Były dwustronnie kanelowane, co ułatwiało ich mocowanie na drewnianym trzpieniu.
Stanowiska kultury Clovis zostały odnalezione głównie na terenach Stanów Zjednoczonych, ale także w Meksyku oraz Ameryce Środkowej. Większość stanowisk kultury Clovis określanych jest jako killing sites lub butchering sites – miejsca zabijania lub oprawiania zwierzyny. Głównym materiałem kostnym są szczątki mamutów, co jest charakterystyczne dla środowisk stepowych i stepowo-tundrowych. Na terenach bardziej zalesionych, na wschodzie Stanów Zjednoczonych, polowano na mastodonty, a w tajdze na północnym wschodzie na karibu. Na stanowiskach wśród kości znajduje się także narzędzia: ostrza liściowate, odłupki (głównie nieretuszowane), rylce, zgrzebła, kliny i nacinaki. Część z nich była wykonywana już na miejscu upolowania zwierzyny.
Jedną z tajemnic kultury Clovis jest jej nagłe zniknięcie. Do 2007 roku dominującą teorią było zmniejszenie się dostępności pożywienia z powodów naturalnych, nagłego wzrostu populacji, wyniszczenia populacji mamutów lub nagłej zmiany klimatu związanej z początkiem młodszego dryasu. Z tą ostatnią hipotezą wiąże się odkrycie w glebie tzw. „nanodiamentów”, które mogły powstać w wyniku eksplozji w atmosferze tzw. „komety Clovis”. Teoria o uderzeniu komety została jednak podważona.
Stanowiska:
- Putu (Alaska) – ostrza typu Clovis, ognisko datowane na 11 700 lat temu.
- Blackwater Draw (Nowy Meksyk) – kilkadziesiąt szkieletów pojedynczo upolowanych mamutów, prawdopodobnie miejsce wielokrotnych powrotów łowców.
- Thunderbird (Wirginia) – podstawowe obozowisko, prawdopodobnie z obiektami mieszkalnymi.
- Bull Brook (Massachusetts) – obozowisko podstawowe, 45 koncentracji wyrobów kamiennych tworzących półkole, prawdopodobne miejsce grupowania się paleoindiańskich łowców.

## Odkrycie
W 1908 roku w pobliżu miejscowości Folsom w Nowym Meksyku, George McJunkin podczas inspekcji ogrodzenia odkrył w rowie kilka dużych kości starożytnego bizona. Jako geolog i przyrodnik amator szybko zauważył, że nie należą one do żadnego z żyjących gatunków zwierząt, więc swoim odkryciem usiłował bezskutecznie zainteresować innych sąsiadów. Jego entuzjazm podzielał jedynie miejscowy kowal, który dopiero w 1926 roku (cztery lata po śmierci McJunkina), zdołał przekonać dyrektora Muzeum Historii Naturalnej w Kolorado, Jessego Figginsa do przysłania grupy archeologów. Na miejscu badacze odkryli nie tylko zwierzęce kości, lecz także kilka kamiennych grotów, w tym jeden wbity pomiędzy dwa bizonie żebra. Odkrycie to ściągnęło do Folsom kilku wybitnych specjalistów, którzy pokierowali dalszymi badaniami i potwierdzili, iż jest to dowód na to, że ludzie zamieszkiwali kontynent amerykański już w plejstocenie
Kolejnego odkrycia dokonał w 1929 roku, dziewiętnastoletni Ridgely Whiteman z Clovis w Nowym Meksyku. Spacerując po miejscowych dolinach znalazł kilka dużych kości wystających z suchej gliny. Ponieważ śledził doniesienia z Folsom, wysłał list do Smithsonian Institution z informacją, że dokonał podobnego odkrycia. Jakiś czas później na miejsce przybył paleontolog Charles Gilmore, jednakże ku zaskoczeniu Whitemana nie zainteresował się jego znaleziskiem. Dopiero w 1932 roku lokalny dziennikarz skontaktował chłopaka z badaczem z Uniwersytetu Pensylwanii, Edgarem Howardem, który zabrał kości do Filadelfii w celu dokładniejszych badań. Mniej więcej w tym samym czasie ekipy budowlane odnalazły w pobliżu Clovis jeszcze więcej ogromnych kości. Howard powrócił więc, by zabezpieczyć znalezisko, a szczegółowe badania rozpoczął w 1933 roku, które prowadził przez cztery lata. W tym czasie dokonał zaskakującego odkrycia. Podczas odsłaniania kolejnych warstw geologicznych okazało się, że okolica była zamieszkana przez dwie różne społeczności prehistoryczne. Pod pierwszą warstwą znajdowały się artefakty podobne do tych z Folsom, a pod drugą zupełnie od nich odmienne. Ponieważ kolejność warstw była nienaruszona przez zalewy dało to archeologom dowód na istnienie nieznanej wcześniej kultury, którą od miejsca odkrycia nazwano Clovis.